# ولیگانوالا
ولیگانوالا (به لاتین: Weliganwala) یک منطقهٔ مسکونی در سری‌لانکا است که در استان مرکزی (سری‌لانکا) واقع شده‌است.